# Benjamin H. Vandervoort
Benjamin Hayes „Vandy“ Vandervoort (* 3. März 1917 in Gasport, New York; † 22. November 1990 in Hilton Head Island, South Carolina) war ein US-amerikanischer Militär, der im Zenit seiner Militärlaufbahn den Rang Lieutenant Colonel (Oberstleutnant) innehatte und im Zweiten Weltkrieg an diversen Kriegsschauplätzen kämpfte. Er wurde zweimal mit dem Distinguished Service Cross ausgezeichnet.

## Leben
Benjamin Vandervoort wurde am 3. März 1917 in Gasport, New York, geboren. Nachdem er erst als Lieutenant (Leutnant) in der Infanterie diente, ging er im Sommer 1940 zu den neu aufgestellten Fallschirmjägern. Er wurde dem 505. Fallschirmjägerregiment der 82. US-Luftlandedivision zugeteilt, als diese aufgestellt wurde.
Vandervoort war S 3 von James M. Gavin, als das Regiment in Sizilien landete. Später wurde er im selben Regiment zum Kompaniechef. Nachdem er am 2. Juni 1944 zum Lieutenant Colonel befördert wurde, nahm er unter anderem an der Operation Overlord und der Operation Market Garden als Bataillonskommandeur teil. General Matthew B. Ridgway beschrieb ihn wie folgt: „[...] one of the bravest and toughest battle commanders I ever knew“ (Deutsch: „[...] einer der tapfersten und entschlossensten Führer im Kampf, die ich jemals gekannt habe.“). In Goronne verletzte ihn ein Granatensplitter am Auge; er konnte daher nicht beim Vormarsch der Division nach Deutschland teilnehmen. Im Jahr 1946 verließ Vandervoort den Militärdienst.
Nach seinem Austritt aus der Armee arbeitete Vandervoort unter anderem für die CIA und gründete eine Familie. Er hatte mit seiner Frau Nedra zwei Kinder; einen Sohn und eine Tochter. Vandervoort wird im Spielfilm Der längste Tag vom Schauspieler John Wayne gespielt.
Benjamin Vandervoort starb am 22. November 1990 im Alter von 73 Jahren in einem Pflegeheim, nach einem Sturz über eine Treppe.